# Alpaida
Alpaida, Alpais o Khalpais fou la segona esposa de Pipí d'Héristal, majordom de palau d'Austràsia. Pipí s'havia casat amb ella quan encara vivia la seva primera esposa Plectruda doncs en aquesta època la poligàmia era encara possible. Alpaida fou la mare de Carles Martell, majordom del palau i avantpassat de la dinastia dels carolingis, i probablement de Khildebrand I, avantpassat de la família dels Nibelúngides.

El Líber Historiæ Francorum és el primer a mencionar, el 725, el naixement de Carles Martell, però sense anomenar la mare: 
| « | Pipí ... havia tingut d'una altra esposa un fill anomenat Karl | » |

 Després el comte Khildebrand I, germà de Carles Martell, reprengué la continuació de la crònica de Fredegari i va anotar que: 
| « | Pipí va prendre una altra dona, noble i maca, designada com Alpaida, de la qual va tenir un fill que va anomenar en la seva pròpia llengua Karl; aquest fill va créixer fort i ben fet, i es va fer il·lustre | » |

Aquests dos textos, contemporanis dels esdeveniments, estableixen clarament que Alpaida era una esposa de Pipí d'Heristal, i no una concubina com ho afirmaran els textos del segle IX desfavorables als carolingis i en una època en què la monogàmia va esdevenir la regla. D'altra banda, Alpaida va tenir una importància política no menyspreable i al voltant d'ella es reagruparen els contraris a Plectrude. Després de la mort de Pipí el Jove, aquests partidaris seran els suports de Carles Martell contra Plectruda i el seu net Teodebald (majordom de palau).
És igualment en el transcurs d'aquest mateix segle que Alpaida apareix en un altre text a propòsit de la llegenda de sant Lambert. Aquest últim desaprovava obertament la unió entre Pipí i Alpaida, que qualificava de concubinatge. En represàlia, Dodó, germà d'Alpaida va enviar uns parents per assolar les terres del bisbe, però foren sorpresos i morts per dos nebots d'aquest últim. Dodó es va venjar atacant la casa de sant Lambert i matant-lo. Però la crítica recent rebutja una part d'aquest relat: si la primera Vita de sant Lambert designa a Dodó com l'homicida del bisbe, ho feia per venjar als seus pares i Alpaida no és mencionada en aquesta història.
Els historiadors estan dividits sobre la pregunta de saber si Alpaida era igualment la mare del comte Khildebrand. El terme utilitzat per qualificar el parentiu entre Carles Martell i Khildebrand és germanus, que significava germà d'igual pare, i eventualment d'igual mare. El retrat elogiós d'Alpaida que Khildebrand exposa en la continuació de la crònica, milita a favor de la maternitat d'Alpaida envers Khildebrand. És en qualsevol cas el punt de vista d'Eduard Hlawitschka. Però Léon Levillain considera que si Khildebrand fos fill d'Alpaida, s'hauria anomenat a si mateix quan parla de la posteritat de Pipí i d'Alpaida. Khildebrand és qualificat d'avunculus de Pipí I el Breu, mentre que si fos germà de pare i de mare de Carles, el terme correcte hauria estat patruus. Finalment l'onomàstica no mostre vincle entre la descendència dels dos germans. Però de fet, avunculus tenia ja en aquesta època el sentit ampli d'oncle, sense més precisió, i el fet que Khildebrand no es citi a si mateix pot passar per a modèstia; la fraternitat està assegurada per textos, fins i tot si no es troben els mateixos noms en les dues branques.
El 673, la carta de fundació d'un monestir a Bruyères-le-Châtel menciona entre els testimonis un dignatari del nom Khildebrand. Aquest nom, bastant rar, demostra un parentiu amb el comte homònim, que podria ser el seu net. En el cas que Alpaida fos la mare del comte Khildebrand, aquest dignatari podria ser el pare d'Alpaida.
Al final de la seva vida, Alpaida es va retirar a l'abadia d'Orp-le-Grand (província del Brabant Való), on va morir vers 705.

## Genealogia
|           |           |           |           |                               |                               |                               |                               |                               |                               | Ansegisel († entre 648 et 669) domèstic | Ansegisel († entre 648 et 669) domèstic | Ansegisel († entre 648 et 669) domèstic | Ansegisel († entre 648 et 669) domèstic | Ansegisel († entre 648 et 669) domèstic | Ansegisel († entre 648 et 669) domèstic |                                                     |                                                     |                                                     |                                                     |                                                     |                                                     | Begga (v.620† 693)                             | Begga (v.620† 693)                             | Begga (v.620† 693)                             | Begga (v.620† 693)                             | Begga (v.620† 693) | Begga (v.620† 693) |  |  |  |  | Khildebrand dignatari (673) | Khildebrand dignatari (673) | Khildebrand dignatari (673) | Khildebrand dignatari (673) | Khildebrand dignatari (673) | Khildebrand dignatari (673) |  |  |
|           |           |           |           |                               |                               |                               |                               |                               |                               | Ansegisel († entre 648 et 669) domèstic | Ansegisel († entre 648 et 669) domèstic | Ansegisel († entre 648 et 669) domèstic | Ansegisel († entre 648 et 669) domèstic | Ansegisel († entre 648 et 669) domèstic | Ansegisel († entre 648 et 669) domèstic |                                                     |                                                     |                                                     |                                                     |                                                     |                                                     | Begga (v.620† 693)                             | Begga (v.620† 693)                             | Begga (v.620† 693)                             | Begga (v.620† 693)                             | Begga (v.620† 693) | Begga (v.620† 693) |  |  |  |  | Khildebrand dignatari (673) | Khildebrand dignatari (673) | Khildebrand dignatari (673) | Khildebrand dignatari (673) | Khildebrand dignatari (673) | Khildebrand dignatari (673) |  |  |
|           |           |           |           |                               |                               |                               |                               |                               |                               |                                         |                                         |                                         |                                         |                                         |                                         |                                                     |                                                     |                                                     |                                                     |                                                     |                                                     |                                                |                                                |                                                |                                                |                    |                    |  |  |  |  |                             |                             |                             |                             |                             |                             |  |  |
| Plectruda | Plectruda | Plectruda | Plectruda | Plectruda                     | Plectruda                     |                               |                               |                               |                               |                                         |                                         |                                         |                                         |                                         |                                         | Pipí de Heristal (vers 645 † 714) majordom de palau | Pipí de Heristal (vers 645 † 714) majordom de palau | Pipí de Heristal (vers 645 † 714) majordom de palau | Pipí de Heristal (vers 645 † 714) majordom de palau | Pipí de Heristal (vers 645 † 714) majordom de palau | Pipí de Heristal (vers 645 † 714) majordom de palau |                                                |                                                |                                                |                                                |                    |                    |  |  |  |  | Alpaida                     | Alpaida                     | Alpaida                     | Alpaida                     | Alpaida                     | Alpaida                     |  |  |
| Plectruda | Plectruda | Plectruda | Plectruda | Plectruda                     | Plectruda                     |                               |                               |                               |                               |                                         |                                         |                                         |                                         |                                         |                                         | Pipí de Heristal (vers 645 † 714) majordom de palau | Pipí de Heristal (vers 645 † 714) majordom de palau | Pipí de Heristal (vers 645 † 714) majordom de palau | Pipí de Heristal (vers 645 † 714) majordom de palau | Pipí de Heristal (vers 645 † 714) majordom de palau | Pipí de Heristal (vers 645 † 714) majordom de palau |                                                |                                                |                                                |                                                |                    |                    |  |  |  |  | Alpaida                     | Alpaida                     | Alpaida                     | Alpaida                     | Alpaida                     | Alpaida                     |  |  |
|           |           |           |           |                               |                               |                               |                               |                               |                               |                                         |                                         |                                         |                                         |                                         |                                         |                                                     |                                                     |                                                     |                                                     |                                                     |                                                     |                                                |                                                |                                                |                                                |                    |                    |  |  |  |  |                             |                             |                             |                             |                             |                             |  |  |
|           |           |           |           |                               |                               |                               |                               |                               |                               |                                         |                                         |                                         |                                         |                                         |                                         |                                                     |                                                     |                                                     |                                                     |                                                     |                                                     |                                                |                                                |                                                |                                                |                    |                    |  |  |  |  |                             |                             |                             |                             |                             |                             |  |  |
|           |           |           |           | Drogó († 708) duc de Xampanya | Drogó († 708) duc de Xampanya | Drogó († 708) duc de Xampanya | Drogó († 708) duc de Xampanya | Drogó († 708) duc de Xampanya | Drogó († 708) duc de Xampanya |                                         |                                         | Grimoald II († 714) majordom de palau   | Grimoald II († 714) majordom de palau   | Grimoald II († 714) majordom de palau   | Grimoald II († 714) majordom de palau   | Grimoald II († 714) majordom de palau               | Grimoald II († 714) majordom de palau               |                                                     |                                                     | Carles Martell (v.688 † 741) majordom de palau      | Carles Martell (v.688 † 741) majordom de palau      | Carles Martell (v.688 † 741) majordom de palau | Carles Martell (v.688 † 741) majordom de palau | Carles Martell (v.688 † 741) majordom de palau | Carles Martell (v.688 † 741) majordom de palau |                    |                    |  |  |  |  | Khildebrand († 751) comte   | Khildebrand († 751) comte   | Khildebrand († 751) comte   | Khildebrand († 751) comte   | Khildebrand († 751) comte   | Khildebrand († 751) comte   |  |  |